# Клини (Француска)
Клини (фр. Cluny) насеље је и општина у источном делу централне Француске у региону Бургоња, у департману Саона и Лоара која припада префектури Макон.
По подацима из 2011. године у општини је живело 4689 становника, а густина насељености је износила 197,76 становника/km². Општина се простире на површини од 23,71 km². Налази се на средњој надморској висини од 248 метара (максималној 574 m, а минималној 226 m).

## Демографија
| 1962. | 1968. | 1975. | 1982. | 1990. | 1999. | 2011. |
| ----- | ----- | ----- | ----- | ----- | ----- | ----- |
| 3.711 | 3.807 | 4.343 | 4.441 | 4.430 | 4.376 | 4.689 |